# Hillersleben
Hillersleben este o comună din landul Saxonia-Anhalt, Germania.